# اوله اوکرلوند
اوله اوکرلوند (انگلیسی: Olle Åkerlund؛ ۲۸ سپتامبر ۱۹۱۱ – ۴ فوریه ۱۹۷۸) قایقران قایق بادبانی اهل سوئد بود.